# ゴシップガール
『ゴシップガール』（Gossip Girl）とは、セシリー・フォン・ジーゲザーの小説、およびそれを原作とするアメリカ合衆国のテレビドラマ。テレビドラマ版は、2007年9月19日から2012年12月17日までThe CW系列にて全6シーズン（全121話）が放送された。最終回のみ2時間枠で放送され、そのうち前半の1時間はスタッフとキャストのインタビューをまじえた回顧特集だった。
日本では、2009年4月16日にスーパー!ドラマTV開局20周年記念番組として放送開始。2010年5月20日には日本テレビでも放送を開始した。また、Netflix、Amazonプライム・ビデオ、Hulu、U-NEXTなど多数の定額制動画配信サービスにて、全シーズンが日本語吹き替え付きで配信されている。
2012年3月、オール中国人キャストによる中国版『ゴシップガール』の製作が報じられた。アメリカ版のジョシュ・シュワルツ、ステファニー・サヴェージらが参加する正式なタイトルであり、2012年11月に放送開始。
2021年7月8日、アメリカの動画配信サービス「HBO Max」にてリブート版『ゴシップガール』がエミリー・アリン・リンド主演で配信されたが、2023年1月26日まで配信されたシーズン2で打ち切りになった。当初は2020年に配信予定としていたが、新型コロナウイルスの感染拡大による影響で制作並びに撮影開始が遅れているため、延期となった。また、シーズン2で登場したブリタニー・スノウ演じる若き日のリリーを主人公としたスピンオフの話もあったが、実現はしていない。
本項では、2007年放送開始のテレビドラマ版を中心に記述する。

## 概要
アメリカ・ニューヨーク市マンハッタン、セントラルパークの東側に位置する高級住宅街アッパー・イースト・サイドを舞台とし、名門私立学校に通う富裕層の高校生を中心に描いた恋愛群像劇。原作本は全米で2002年に発売され、シリーズ通算で400万部のベストセラーとなった。日本では2003年からヴィレッジブックスより順次発売された。全11巻。

## エピソード・フォーマット
テレビ版のすべてのエピソードは、シーズン1のエピソード1で登場したセリーナ・ヴァンダーウッドセンの目撃写真が掲載されたゴシップガールのサイトで始まり、後に前回までのあらすじ紹介があり、最後にはまた近日の出来事に関係する別の人物が掲載されたゴシップガールのサイトが表示される。
ゴシップガール役の声優であるクリスティン・ベルが、上記に合わせて下記のようにナレートする形式で進められる。
あらすじ紹介の後、ゴシップガールのオープニングテーマであるザ・トランセンダーズ(The Transcenders)による『メトの階段』（Steps of The Met）がOPとして流されるのと同時に、下記のようにナレートされる。

## ストーリー
シーズン1
ニューヨーク・マンハッタンのアッパー・イースト・サイド。ハイソサエティなこの街の高校生は、酒にドラッグ、パーティー、セックス、そしてお金。何でも無制限にアクセス可能。自分の体面さえ保てばどんなにハメを外そうとお咎めなしなのだ。そしてそんな彼らの間で人気を集めているのは、正体不明の「ゴシップガール」なる人物が管理する情報サイト。街の人気者に関する目撃情報で成り立つこのサイトで、今もっとも注目されているのはセリーナ・ヴァンダーウッドセン。1年前、何も言わずに街を去りコネチカット州の寄宿学校に転校してしまった彼女が、なんと突然舞い戻ってきたからだ。長身にブロンドの完璧なセリーナは、女子なら誰もがなりたがり、男子なら誰もが手に入れたがる女の子。そんなセリーナの突然の帰還は、ゴシップ好きの高校生たちの間で大きな波紋を巻き起こす。セリーナが居ない間学園の女王として君臨していた親友のブレア”Queen B(ee)”は突然居なくなったセリーナへの怒りは収まらない。ブレアの恋人だがセリーナのことが心にある容姿端麗で優しいネイト、バス産業の一人息子であり学園の中でもトップクラスにリッチだがその性格が災いしネイトしか友達の居ないチャック、リッチな学園に馴染めないブルックリンに住む”孤独な僕”ダン、その妹でセリーナやブレアに憧れるジェニー、皆がセリーナの帰還を待ちわびていた。
シーズン2
夏が終わり、ついにハイスクールの最終学年を迎えたアッパー・イーストサイドの住人達。セリーナはダンとの破局後、ひとりきりの夏を過ごし、ブレアはチャックが現れなかった旅先から恋人の大学生を連れてアッパーイーストサイドへ帰ってくるが、当然チャックはおもしろくなく2人はぶつかり合う。一方ネイトはセリーナを隠れ蓑にハンプトンズで人妻と不倫。学校がはじまり、セリーナとダンは久々の再会をするが、新学期早々転校生とデートの約束をするダンにセリーナの心中は複雑。ブレアは取り巻きのオーディションをはじめるが、チャックはブレアをクイーンの座から降ろす策略を始める。一方、ジェニーは引き続きブレアの取り巻きにいじめられる学校にうんざりし、ファッション業界へ希望を見いだす。
シーズン3
ついに高校を卒業。セリーナは夏の間世界各地でハメを外し、たくさんのゴシップとたくさんのパパラッチと、何故かカーターを引き連れてアッパーイーストサイドへ帰ってくる。アッパー・イースト・サイドの夏も終わろうとしているが、まだまだホットなブレアとチャック。二人は刺激的な関係を保つために危険なゲームを始める。高校ではジェニーが新しい女王として君臨。ダンやヴァネッサとともに大学へ行くブレアだが寮のルームメートは、なんとジョージーナだった。大学でも女王の座を狙うがアッパーイーストサイドとは流儀の違いにブレアは困惑する。そして、大学にあるセレブガールが入学してくる。
シーズン4
ブレアとセリーナは夏休みをパリで過ごしていた。傷心のブレアがある日大好きなマネの絵を見ていると、ルイと名乗る男性が声をかけてくる。彼も同じ絵が好きだということで意気投合した二人は、ディナーの約束をするが、別れ際、ルイに話しかけてきた運転手が「グリマルディ」、「大使館」と話すのを耳にしたブレアは、ルイをモナコ公国の王子だと思い込む。その頃チャックもパリに居たが、なぜか見知らぬ女性にヘンリーと呼ばれている。一方、ニューヨークでは、ダンと連絡が取れず心配したルーファスに頼まれたヴァネッサが様子を見に行くとダンの元には予想外のことが起きていた。ネイトが出会ったジュリエットはコロンビア大学の学生。一見普通の大学生のようだが、セリーナに対し策略をしている模様。
シーズン5
夏休みをロサンゼルスで過ごすセリーナは、監督のデヴィッド・Ｏ・ラッセルにアシスタントとして採用されハリウッドで働いていた。ハンプトンで休暇を過ごしていたダンは、ジェレマイア・ハリスと遭遇し、『ヴァニティ・フェア』に載る小説が「君の文体によく似ている」と言われる。一方、ブレアは結婚式の準備で、母親ソフィーの言いなりになるルイに対し、不満を募らせていた。
シーズン6
夏からバートと一緒に自宅に戻ったリリーは、セリーナが行方不明であることに気づく。急いでネイトに連絡するが、彼にも心当たりはなかった。世界各地で夏を過ごしていたアッパー・イースト・サイドの面々たちにも行方不明の連絡が届き、ダンとジョージーナはイタリアから、ブレアはフランスから、チャックはドバイからニューヨークへ帰ってくる。

## 登場人物

### メインキャラクター
| 俳優                   | キャラクター                    | シーズン | シーズン | シーズン | シーズン | シーズン | シーズン |
| 俳優                   | キャラクター                    | 1        | 2        | 3        | 4        | 5        | 6        |
| ---------------------- | ------------------------------- | -------- | -------- | -------- | -------- | -------- | -------- |
| ブレイク・ライブリー   | セリーナ・ ヴァンダーウッドセン | メイン   | メイン   | メイン   | メイン   | メイン   | メイン   |
| レイトン・ミースター   | ブレア・ ウォルドーフ           | メイン   | メイン   | メイン   | メイン   | メイン   | メイン   |
| ペン・バッジリー       | ダン・ ハンフリー               | メイン   | メイン   | メイン   | メイン   | メイン   | メイン   |
| チェイス・クロフォード | ネイト・ アーチボルド           | メイン   | メイン   | メイン   | メイン   | メイン   | メイン   |
| エド・ウェストウィック | チャック・ バス                 | メイン   | メイン   | メイン   | メイン   | メイン   | メイン   |
| テイラー・モンセン     | ジェニー・ ハンフリー           | メイン   | メイン   | メイン   | メイン   |          | ゲスト   |
| ジェシカ・ゾア         | ヴァネッサ・ エイブラムズ       | メイン   | メイン   | メイン   | メイン   |          | ゲスト   |
| ケリー・ラザフォード   | リリー・ ヴァンダーウッドセン   | メイン   | メイン   | メイン   | メイン   | メイン   | メイン   |
| マシュー・セトル       | ルーファス・ ハンフリー         | メイン   | メイン   | メイン   | メイン   | メイン   | メイン   |
| ケイリー・デファー     | アイヴィー・ ディケンズ         |          |          |          | サブ     | メイン   | メイン   |
| クリスティン・ベル     | ゴシップガール                  | メイン   | メイン   | メイン   | メイン   | メイン   | メイン   |
| クリスティン・ベル     | 本人                            |          |          |          |          |          | ゲスト   |

ゴシップガール（Gossip Girl）
声 - クリスティン・ベル / 日本語吹替 - たかはし智秋
ゴシップ好きの高校生たちが夢中のサイト「GossipGirl.net｣の管理人。アッパー・イースト・サイドの人気者たちに関する情報や事件をいち早くスクープする。嫌味と皮肉の利いた言い回しと毒舌が物語を盛り上げる。その正体は誰にも知られていなかったが、シーズン6の最終話にてその正体が発覚する。
※クリスティンの出演はナレーションのみ。
セリーナ・ヴァンダーウッドセン（Serena van der Woodsen）
演 - ブレイク・ライヴリー / 日本語吹替 - 甲斐田裕子
通称：S、SVDW、It Girl
オランダ系アメリカ人富豪の子孫。長身にブロンドにブルーの瞳を持つ、誰もが羨むパーフェクトな美人。何をしていても格好よく誰に対してもフレンドリーで、いつも超然としている。
以前はアッパー・イースト・サイドの話題の中心に君臨するパーティーガールだった。しかし一緒に薬物を摂取していた友人がオーバードースにより瀕死になった際、自己の保身のために助けを呼ばずその場から逃げてしまう。
結果友人は死亡し、その捜査と人を殺してしまった現実から逃げるため、ひっそりとニューヨークを離れコネチカットの寄宿学校に転校。その1年後、ニューヨークに舞い戻る。
当初は過去を反省して酒類も口にせず品行方正だったが、ダンとの三度目の別れを経験して以降は、以前の尻軽ぶりを発揮、昔の知人・友人・友人の彼氏・既婚者・ワンナイト・母校の教師に至るまで、男に見境がないようになった。
母親のリリーからは「昔のセリーナに戻った」と言われたり、親友のブレアとの喧嘩の際には、度々「誰とでも寝る女」と言われる始末。
ブラウン大学に進学予定であったが、自分のやりたいことが分からず入学を1年延期する。その後シーズン4から、コロンビア大学へ。
ブレア・ウォルドーフ（Blair Waldorf）
演 - レイトン・ミースター / 日本語吹替 - 弓場沙織
通称：B、クイーンB
ドイツ系アメリカ人富豪の子孫。有名ファッションデザイナーの令嬢。オードリー・ヘプバーン、グレース・ケリーに憧れている。高飛車で傲慢な性格であり、イェール大学合格後には、自ら｢完璧な人生｣と豪語している。負けず嫌い、嫉妬深く意地悪であるが、それは親友セリーナに対する劣等感や母からのプレッシャーが影響している。また、悪知恵がまわり、策略にも長けているが、それゆえ自らがその策に溺れてしまうこともしばしばある。
学校では進んで委員会や企画の議長を務める優等生であり、芸術を専攻している。恋人のネイトと父親と同じイエール大学へ進学することが目標だったが挫折し、ダンたちと同じニューヨーク大学に通うこととなる。その後シーズン4から、コロンビア大学へ。
ネイトに振られたショックで、チャックと一夜の関係を持ってしまう。以降、当初は毛嫌いしていたチャックと惹かれ合うようになり相思相愛の関係となるが、お互いのプライドなどが邪魔してしまい、なかなか関係が上手くいかない。
過去に過食症を抱えていた。
ダン・ハンフリー（Dan Humphrey）
演 - ペン・バッジリー / 日本語吹替 - 浪川大輔
通称：D、孤独な僕
私立の名門男子校、セント・ジュード学園では珍しいブルックリン育ちの庶民派。「子供たちには高等な教育を受けさせたい」と考えた父の勧めで、ネイトやチャックと同じ学校に通っている。
文学オタクでアッパー・イースト・サイドのお金持ち高校生には馴染めないダンだったが、ひょんなことから片想いをしていたセリーナと急接近し、恋人となる。第2シーズンで破局。
ニューヨーク大学に進学する。
原作ではタバコやコーヒーを好む寡黙な青年として描かれているが、ドラマではそういった描写はなく、皮肉屋で緊張すると喋りすぎてしまうという設定。
ネイト・アーチボルド（Nate Archibald）
演 - チェイス・クロフォード / 日本語吹替 - 中川慶一
通称：N。
どこをとっても魅力的なルックスの持ち主で、幼い頃から周囲の期待通りに何不自由なく育ってきた。いつも自分の感情を押し殺す側に回ってきたが、最近ではそのことに窮屈さを感じている。恋人のブレアとは幼稚園の頃からの付き合いだが、実は過去に一度関係を持ったセリーナのことを忘れられずいた。
少々世間知らずで優柔不断だが、紳士的で優しい性格。
コロンビア大学に進学する。
チャック・バス（Chuck Bass）
演 - エド・ウェストウィック / 日本語吹替 - 阪口周平
通称：C。
億万長者の実業家を父親に持つ御曹司。幼馴染のネイトとは親友。
自己中心的で女好き、ナルシストな一面が強い。しかし、仲間のピンチなどには、その行動力、頭脳、財力を活かしたトラブルシューター的な役割を果たし、なにかと頼りになる存在でもある。また、派手で強気な外見とは裏腹に、実は繊細な心の持ち主でもある。
遊びのつもりだったブレアと生まれて初めて本当の恋に落ちる。
父が事故で他界した後はその後を継ぎ、経営に乗り出す。父親とは自らを産むために命を落とした母親などのこともあり、確執があった。だが、実は母親は生きており、のちに再会したその母から自らの出生の秘密を知らされる。
母親の愛に飢えていた彼は、自らを身勝手な理由で捨てた母親を許し受け入れ、ひとときの家族の幸せを味わった。しかし、その後、再び彼女に裏切られ、母であることも否定されてしまい、絶望する。ちなみに私立探偵の連絡先を携帯電話の短縮ダイヤルに登録している。
ファッションでは独自のこだわりを持ち、スカーフを巻いていることが多い。また、顎を触るのが癖である。
ジェニー・ハンフリー（Jenny Humphrey）
演 - テイラー・モンセン / 日本語吹替 - 小松美智子
通称：J、リトルJ
ダンの妹。コンスタンス・ビラード学園の人気グループ（特にブレア）に憧れる下級生。
ほかの同級生のように自由に洋服を買えない環境で育ったが、裁縫やカリグラフィが得意という手先の器用さで乗り切ってきた努力家。しかし、そのためか、上昇志向も人並み外れて凄く、トラブルを起こすことしばしばある。ダンがセリーナと仲良くなったことを素直に喜び、別居している両親には復縁してほしいと願っていた。上級生の仲間入りをしようと周りに合わせるばかり、次第に自分を見失っていったことに気付き、ありのままの自分に戻る。しかし後にブレアに認められ、次の学園の女王に指名される。またその服飾の才能を開花させ、その道で生きていくことを決意する。
ルーファスとリリーの再婚後は、アッパー・イースト・サイドの人間、セレブになろうと必死にもがくが、やがてまた自分自身を見失っていき、セレブ相手のドラッグディーラーをしたりと非行に走り、周りの人間たちを裏切り傷つけてしまう。
その後、ルーファスの判断により、マンハッタンから離れるため、離婚した母がいるハドソンへ転校させられる。
シーズン4では本来はレギュラーであるにもかかわらず数話しか登場せず、後にレギュラーから降板した。
ヴァネッサ・エイブラムズ（Vanessa Abrams）
演 - ジェシカ・ゾア / 日本語吹替 - 朴璐美
通称：V
ダンの親友。一年前にバーモントに引っ越したが、バンドをしている姉とニューヨークに戻ってきた。家族同然に育ったダンとは、過去に相愛の仲だったこともある。
映画監督を目指している聡明な女の子で、勉強だけでなく文学やカルチャーの知識も豊富。
ホームスクーリングで、ブルックリンにあるカフェでアルバイトをしている。
ニューヨーク大学に進学。
シーズン4でレギュラーを降板した。
ジョージーナ・スパークス（Georgina Sparks）
演 - ミシェル・トラクテンバーグ / 日本語吹替 - 北西純子
通称：G、Georgie、Sarah
セリーナの昔からの友人を名乗る同級生。物語を代表する悪女で、己のためには平気で人を騙すなど手段を選ばない。
セリーナ同様友人の死の現場におり、捜査から逃げるためにアッパー・イースト・サイドを去っていたが、突如戻ってきた。
かつての悪友で共犯者でもあるセリーナが改心しようと努めているのが気に食わず、秘密を武器に彼女を脅していたが、ブレアとチャックにより厳格な両親を呼び出され、薬物更生施設に送られる。その後、さらにキリスト教のキャンプに送られついに改心したかに見えたが、それさえも周りを騙すための芝居で、実際は以前の計算高い悪女のままであった。
ニューヨークに戻った後もニューヨーク大学に進学し、自分を貶めたブレアや改心したと思い一時期付き合ったダンに執着し、裏で様々な策を講じていた。
その後、ロシアへ行くが、妊婦となって再びマンハッタンに戻ってくる。そして、ダンに子供を押しつけ、再び姿を消してしまう。
リリー・ヴァンダーウッドセン（Lily van der Woodsen）
演 - ケリー・ラザフォード / 日本語吹替 - 藤本喜久子
セリーナとエリックの母。資産家でサーシャライト。音楽エグゼクティブ・プロデューサー、リック・ローズの娘。サンタバーバラの寄宿学校を退学になりロサンゼルスに引っ越す。ブラウン大学入学を機にウィリアム・ヴァンダーウッドセンと結婚する前まで、ルーファスのグルーピーであり恋人であった。チャックの父であるバート・バスと再婚するが、バートが事故死するとルーファスと再婚。
ルーファス・ハンフリー（Rufus Humphrey）
演 - マシュー・セトル / 日本語吹替小松史法
ダンとジェニーの父。ロックバンド「リンカーンホークス」のギターボーカル。ブルックリンでアートギャラリーを経営している。
画家の妻アリソンとは別居後離婚する。
セリーナの母リリーとは20年程前に交際しており、現在でも心を惹かれ合っていた。その後リリーと結ばれるが、昔リリーが二人の子供を出産し養子に出していたことを知り、困惑する。
エリック・ヴァンダーウッドセン（Eric van der Woodsen）
演 - コナー・パオロ / 日本語吹替 - 梶裕貴
セリーナの弟。同性愛者。ジェニーとは義姉兼親友。自殺未遂のため、リハビリ施設であるオストロフ・センター（Ostroff Center）に入院していた。アッシャーホーンスビーとの交際を騙ったジェニーと仲違いし一度絶縁したが、再度復縁し親友となる。その後同級生のジョナサン・ホイットニーと付き合い始めるが破局。その次にはウォルドーフ家と同じマンションに住むエリオット・ガーフィールドと交際を始める。

### サブキャラクター
ドロータ・キェシロフスキ（Dorota Kishlovsky）
演 - ズザンナ・シャコフスキー
ウォルドーフ家のメイド。ポーランド出身。ブレアのお気に入りで母親のように慕っている。ブレアを甲斐甲斐しく世話するだけでなく、彼女の策略や復讐の手伝いもする。以前はスタニスラフ伯爵夫人というポーランド貴族であったが、家族と夫と決別するために2004年に米国移住しウォルドーフ家で働いている。その後、ヴァンダーウッドセン家のドアマンのロシア人、ヴァーニャと結婚し娘のアナスタシアを出産する。
エレノア・ウォルドーフ（Eleanor Waldorf）
演 - マーガレット・コリン
ブレアの母。「Eleanor Waldorf Designs」のデザイナー兼オーナー。数十年来の夫、ハロルド・ウォルドーフがフランス人の男性モデルと駆け落ちしたため離婚。ハロルドのセクシュアリティには気付いていた。その後離婚弁護士のサイラス・ローズと再婚。夏休みに一度ジェニーをインターンとして雇う。
アン・アーチボルド（Anne Archibald）
演 - フランシー・スウィフト
ネイトの母。名門ヴァンダービルト家出身。コーネリアス・ヴァンダービルトの婚約指輪をブレアにあげるとブレアの母に約束するが、以後両者は破局した。夫のハワードが有罪判決を受けたことで資産が凍結されマンハッタンのマンションも差し押さえられ、ネイトはハンフリー家に一時的に預けられた。チャックの尽力で資産は取り戻せたが、夫の出所後まもなく離婚届を提出した。
ハワード・アーチボルド（Howard Archibald）
演 -　サム・ロバーズ
ネイトの父。銀行家。
ペネロペ・シャーファイ（Penelope Shafai）
演 - アマンダ・セットン / 日本語吹替 - 小日向みわ
ミーン・ガールズ（Mean girls）、ミニオンズ（Minions）と呼ばれる、ブレアの取り巻きの一人。長年ネイトに恋心を抱いている。最終学年の新学期から、他の取り巻きと共にジェニーへのいじめを開始する。
コロンビア大学に入学する。
ケイティ・ファーカス（Kati Farkas）
演 - ナン・チャン / 日本語吹替 - 岩村琴美
セリーナが寄宿学校へ去ってから、イザベルと共にブレアと仲良くなった。イザベルの親友で、神経科学を専攻している。春休みに両親とともにイスラエルに帰国する。
イザベル・コーツ（Isabel Coates）
演 - ニコール・フィチェラ / 日本語吹替 - 田中晶子
通称、I、Is。
ケイティの親友。自分の欠陥品のシースルードレスをヴァネッサにプレゼントする。
ヘイゼル・ウィリアムズ（Hazel Williams）
演 - ドリーマ・ウォーカー / 日本語吹替 - 平野夏那子
ブレアの取り巻きの一人。母親のヴァレンティノの特注ドレスをジェニーに盗まれる。
エリース・ウェルズ（Elise Wells）
演 - エマ・デマー / 日本語吹替 - 木下紗華
ブレアの取り巻きの一人。他のメンバーと異なり、比較的ジェニーに友好的であったが、アッシャーとの関係で嘘をつかれその後ジェニーを見捨てる。
ネリー・ユキ（Nelly Yuki）
演 - イン・チャン / 日本語吹替 - 岩村琴美
ブレアの取り巻きの一人。イツァーク・パールマンから直々にヴァイオリンを贈られたり、フランス・パリのソルボンヌのサマースクールに参加するなど、学校生活でブレアとライバルであり、イェール大学を目指している。SAT試験で2400点中、2360点を取得した。
両親がトライベッカ（TriBeCa）の半分を所有している。

## エピソード
原題のタイトルは実在する映画のタイトルを拝借、又はもじったものである。
| シーズン | シーズン | エピソード | 米国の放映日  | 米国の放映日   | 平均視聴世帯 (百万) | 平均視聴世帯 (百万) |
| シーズン | シーズン | エピソード | シーズン初回  | シーズン最終回 | 平均視聴世帯 (百万) | 平均視聴世帯 (百万) |
| -------- | -------- | ---------- | ------------- | -------------- | ------------------- | ------------------- |
|          | 1        | 18         | 2007年9月19日 | 2008年5月19日  | 2.6                 |                     |
|          | 2        | 25         | 2008年9月1日  | 2009年5月18日  | 2.8                 |                     |
|          | 3        | 22         | 2009年9月14日 | 2010年5月17日  | 2.0                 |                     |
|          | 4        | 22         | 2010年9月13日 | 2011年5月16日  | 1.6                 |                     |
|          | 5        | 24         | 2011年9月26日 | 2012年5月14日  | 1.2                 |                     |
|          | 6        | 10         | 2012年10月8日 | 2012年12月17日 | 0.9                 |                     |

### シーズン1
初放映日
- アメリカ：CWテレビジョンネットワークにて2007年9月19日 - 2008年5月19日
- 日本：スーパー!ドラマTVにて2009年4月16日 - 8月17日

| No. | #  | タイトル                                                  | 監督               | タイトルの基となった映画                                             | 放映日         | 合衆国視聴世帯（百万） |
| --- | -- | --------------------------------------------------------- | ------------------ | -------------------------------------------------------------------- | -------------- | ---------------------- |
| 1   | 1  | "Sが帰ってきた!" "Pilot"                                  | Mark Piznarski     | -                                                                    | 2007年9月19日  | 3.50                   |
| 2   | 2  | "ワイルド・ブランチ" "The Wild Brunch"                    | Mark Piznarski     | ワイルドバンチ (The Wild Bunch)                                      | 2007年9月26日  | 2.48                   |
| 3   | 3  | "アイビー・ウィーク" "Poison Ivy"                         | J. Miller Tobin    | ボディヒート (Poison Ivy)                                            | 2007年10月3日  | 2.75                   |
| 4   | 4  | "バッド・ニュース" "Bad News Blair"                       | Patrick Norris     | がんばれ!ベアーズ (The Bad News Bears)                               | 2007年10月10日 | 2.80                   |
| 5   | 5  | "デアデビル" "Dare Devil"                                 | Jamie Babbit       | デアデビル (Daredevil)                                               | 2007年10月17日 | 2.41                   |
| 6   | 6  | "仮面舞踏会" "The Handmaiden's Tale"                      | Norman Buckley     | 侍女の物語 (The Handmaid's Tale)                                     | 2007年10月24日 | 2.54                   |
| 7   | 7  | "ビクター/ビクトローラ" "Victor, Victrola"                | Tony Wharmby       | ビクター/ビクトリア (Victor Victoria)                                | 2007年11月7日  | 2.52                   |
| 8   | 8  | "バースデー・ガール" "Seventeen Candles"                  | Lee Shallat-Chemel | すてきな片想い (Sixteen Candles)                                     | 2007年11月14日 | 2.95                   |
| 9   | 9  | "感謝祭" "Blair Waldorf Must Pie!"                        | Mark Piznarski     | モテる男のコロし方 (John Tucker Must Die                             | 2007年11月28日 | 2.93                   |
| 10  | 10 | "上流社会" "Hi, Society"                                  | Patrick Norris     | 上流社会 (High Society)                                              | 2007年12月5日  | 2.44                   |
| 11  | 11 | "ロマンの休日" "Roman Holiday"                            | Michael Fields     | ローマの休日 (Roman Holiday)                                         | 2007年12月19日 | 1.81                   |
| 12  | 12 | "スクール・ライズ" "School Lies"                          | Tony Wharmby       | 青春の輝き (School Ties)                                             | 2008年1月2日   | 2.19                   |
| 13  | 13 | "バッドフェロー" "The Thin Line Between Chuck and Nate"   | Norman Buckley     | バッドフェロー (A Thin Line Between Love and Hate)                   | 2008年1月9日   | 2.27                   |
| 14  | 14 | "ブレア・ビッチ・プロジェクト" "The Blair Bitch Project"  | J. Miller Tobin    | ブレア・ウィッチ・プロジェクト (The Blair Witch Project)             | 2008年4月21日  | 2.50                   |
| 15  | 15 | "セリーナを探して" "Desperately Seeking Serena"           | Michael Fields     | マドンナのスーザンを探して (Desperately Seeking Susan)               | 2008年4月28日  | 2.53                   |
| 16  | 16 | "オール・アバウト・マイ・ブラザー" "All About My Brother" | Janice Cooke       | オール・アバウト・マイ・マザー (All About My Mother)                 | 2008年5月5日   | 2.12                   |
| 17  | 17 | "デスパレートな女たち" "Woman on the Verge"               | Tony Wharmby       | 神経衰弱ぎりぎりの女たち (Women on the Verge of a Nervous Breakdown) | 2008年5月12日  | 2.71                   |
| 18  | 18 | "恋のから騒ぎ" "Much 'I Do' About Nothing"                | Norman Buckley     | から騒ぎ (Much Ado About Nothing)                                    | 2008年5月19日  | 3.00                   |

| ゴシップガール - コンプリートボックス（シーズン1）                                                                           | | | |                |
| 作品詳細 | 作品詳細 | 特典 | 特典 |                |
| - 18話 - ディスク5枚 - 1.78:1 aspect ratio - 英語 - 字幕: 英語、フランス語、スペイン語、中国語、朝鮮語、ポルトガル語、タイ語 | - 18話 - ディスク5枚 - 1.78:1 aspect ratio - 英語 - 字幕: 英語、フランス語、スペイン語、中国語、朝鮮語、ポルトガル語、タイ語 | - 追加シーン - NGシーン（Blooper） - ミュージックビデオ - Downloadable audiobook of the original best-selling novel read by Christina Ricci - Featurettes - The Beginning, XOXO: Conception to Execution - Gossip Girl Couture - A Gossip Girl Wedding | - 追加シーン - NGシーン（Blooper） - ミュージックビデオ - Downloadable audiobook of the original best-selling novel read by Christina Ricci - Featurettes - The Beginning, XOXO: Conception to Execution - Gossip Girl Couture - A Gossip Girl Wedding |                |
| 発売日 | | | |                |
| アメリカ合衆国 | カナダ | イギリス | ギリシャ | オーストラリア |
| 2008年 | 2008年 | 2008年 | 2008年 | 2009年         |

### シーズン2
初放映日
- アメリカ：CWテレビジョンネットワークにて2008年9月1日 - 2009年5月18日
- 日本：スーパー!ドラマTVにて2010年4月15日 - 2010年10月7日

| No. | ＃ | タイトル                                                     | 監督                           | タイトルの基となった映画                                         | 放映日         | 合衆国視聴世帯（百万） |
| --- | -- | ------------------------------------------------------------ | ------------------------------ | ---------------------------------------------------------------- | -------------- | ---------------------- |
| 19  | 1  | "恋しくて" "Summer, Kind of Wonderful"                       | Ｊ・ミラー・トビン             | 恋しくて（Some Kind of Wonderful）                               | 2008年9月1日   | 3.43                   |
| 20  | 2  | "キケンな情事" "Never Been Marcused"                         | マイケル・フィールズ           | 25年目のキス（Never Been Kissed）                                | 2008年9月8日   | 3.25                   |
| 21  | 3  | "ダークナイト" "The Dark Night"                              | マイケル・フィールズ           | ダークナイト（The Dark Knight）                                  | 2008年9月15日  | 3.73                   |
| 22  | 4  | "EXファイル" "The Ex Files"                                  | ジム・マッケイ                 | X-ファイル (The X-Files)                                         | 2008年9月22日  | 3.33                   |
| 23  | 5  | "セリーナはまた昇る" "The Serena Also Rises"                 | パトリック・ノリス             | 陽はまた昇る (The Sun Also Rises)                                | 2008年9月29日  | 3.40                   |
| 24  | 6  | "イェールへの道" "New Haven Can Wait"                        | ノーマン・バックリー           | 天国から来たチャンピオン (Heaven Can Wait)                       | 2008年10月13日 | 3.31                   |
| 25  | 7  | "チャック・イン・リアルライフ" "Chuck in Real Life"          | ノーマン・バックリー           | ダン・イン・リアルライフ（Dan in Real Life）                     | 2008年10月20日 | 3.03                   |
| 26  | 8  | "ジェニーのプレタポルテ" "Pret-a-Poor-J"                     | ヴォンディ・カーティス＝ホール | プレタポルテ（Pret-a-Porter）                                    | 2008年10月27日 | 3.05                   |
| 27  | 9  | "ゼア・マイト・ビー・ブラッド" "There Might Be Blood"        | マイケル・フィールズ           | ゼア・ウィル・ビー・ブラッド (There Will Be Blood)               | 2008年11月3日  | 3.16                   |
| 28  | 10 | "虚栄のかがり火" "Bonfire of the Vanity"                     | デヴィッド・フォン・アンケン   | 虚栄のかがり火 (The Bonfire of the Vanities)                     | 2008年11月10日 | 2.88                   |
| 29  | 11 | "偉大なるアーチボルド家の人々" "The Magnificent Archibalds"  | ジャン・ド・セゴンザック       | 偉大なるアンバーソン家の人々(The Magnificent Ambersons)          | 2008年11月17日 | 2.89                   |
| 30  | 12 | "素晴らしき嘘" "It's A Wonderful Lie"                        | パトリック・ノリス             | 素晴らしき哉、人生!（It's a Wonderful Life）                     | 2008年12月1日  | 3.11                   |
| 31  | 13 | "オー・ブラザー" "O Brother, Where Bart Thou?"               | ジョー・ラザロフ               | オー・ブラザー!（O Brother Where Art Thou）                      | 2008年12月8日  | 2.99                   |
| 32  | 14 | "さまようチャック" "In the Realm of the Basses"              | トニー・ワームビー             | 愛のコリーダ（In the Realm of the Senses）                       | 2009年1月5日   | 2.96                   |
| 33  | 15 | "遺言と共に去りぬ" "Gone with the Will"                      | トリシア・ブロック             | 風と共に去りぬ（Gone with the Wind）                             | 2009年1月12日  | 2.85                   |
| 34  | 16 | "ユー・ガット・イェール" "You've Got Yale!"                  | ジャニス・クック＝レナード     | ユー・ガット・メール（You've Got Mail）                          | 2009年1月19日  | 2.22                   |
| 35  | 17 | "愛の狩人" "Carnal Knowledge"                                | リズ・アレン                   | 愛の狩人（Carnal Knowledge）                                     | 2009年2月2日   | 2.31                   |
| 36  | 18 | "エイジ・オブ・イノセンス" "The Age of Dissonance"           | Norman Buckley                 | エイジ・オブ・イノセンス/汚れなき情事（The Age of Innocence）    | 2009年3月16日  | 2.33                   |
| 37  | 19 | "グランドファーザー" "The Grandfather"                       | J・ミラー・トビン              | ゴッドファーザー（Godfather）                                    | 2009年3月23日  | 2.25                   |
| 38  | 20 | "Jの名残り" "Remains of the J"                               | アリソン・リッディ・ブラウン   | 日の名残り（The Remains of the Day）                             | 2009年3月30日  | 2.45                   |
| 39  | 21 | "過越祭" "Seder Anything"                                    | ジョン・スティーヴンス         | セイ・エニシング（Say Anything）                                 | 2009年4月20日  | 2.37                   |
| 40  | 22 | "南部紳士は金髪がお好き" "Southern Gentlemen Prefer Blondes" | パトリック・ノリス             | 紳士は金髪がお好き（Gentlemen Prefer Blonds）                    | 2009年4月27日  | 1.97                   |
| 41  | 23 | "Gの復活" "The Wrath of Con"                                 | ジャニス・クック＝レナード     | スタートレックII カーンの逆襲（Star Trek II: The Wrath of Khan） | 2009年5月4日   | 2.22                   |
| 42  | 24 | "ヴァレー・ガールズ" "Valley Girls"                          | マーク・ピズナルスキー         | TBA                                                              | 2009年5月11日  | 2.30                   |
| 43  | 25 | "グッバイ・ゴシップガール" "The Goodbye Gossip Girl"         | ノーマン・バックリー           | グッバイガール（The Goodbye Girl）                               | 2009年5月18日  | 2.23                   |

### シーズン3
初放映日
- アメリカ：CWテレビジョンネットワークにて2009年9月14日 - 2010年5月17日
- 日本：スーパー!ドラマTVにて2011年4月21日 - 2011年9月15日

| No. | ＃ | タイトル                             | 監督                 | 脚本                             | 放映日         | 合衆国視聴世帯（百万） |
| --- | -- | ------------------------------------ | -------------------- | -------------------------------- | -------------- | ---------------------- |
| 44  | 1  | "Reversals of Fortune"               | J. Miller Tobin      | Joshua Safran                    | 2009年9月14日  | 2.55                   |
| 45  | 2  | "The Freshman"                       | Norman Buckley       | Amanda Lasher                    | 2009年9月21日  | 1.97                   |
| 46  | 3  | "The Lost Boy"                       | Jean de Segonzac     | Robert Hull                      | 2009年9月28日  | 2.36                   |
| 47  | 4  | "Dan de Fleurette"                   | Mark Piznarski       | John Stephens                    | 2009年10月5日  | 2.08                   |
| 48  | 5  | "Rufus Getting Married"              | Ron Fortunato        | Leila Gerstein                   | 2009年10月12日 | 2.36                   |
| 49  | 6  | "Enough About Eve"                   | John Stephens        | Jake Coburn                      | 2009年10月19日 | 1.98                   |
| 50  | 7  | "How to Succeed in Bassness"         | Joe Lazarov          | Sara Goodman                     | 2009年10月26日 | 2.31                   |
| 51  | 8  | "The Grandfather: Part II"           | Mark Piznarski       | Lenn K. Rosenfeld                | 2009年11月2日  | 1.98                   |
| 52  | 9  | "They Shoot Humphreys, Don't They?"  | Alison Maclean       | Amanda Lasher                    | 2009年11月9日  | 2.37                   |
| 53  | 10 | "The Last Days of Disco Stick"       | Tony Wharmby         | Leila Gerstein                   | 2009年11月16日 | 2.24                   |
| 54  | 11 | "The Treasure of Serena Madre"       | Mark Piznarski       | Robert Hull & Joshua Safran      | 2009年11月30日 | 2.23                   |
| 55  | 12 | "The Debarted"                       | Jason Ensler         | Stephanie Savage                 | 2009年12月7日  | 2.21                   |
| 56  | 13 | "The Hurt Locket"                    | Tony Wharmby         | Sara Goodman                     | 2010 年3月8日  | 1.74                   |
| 57  | 14 | "The Lady Vanished"                  | Andrew McCarthy      | Amanda Lasher & Robert Hull      | 2010年3月15日  | 1.73                   |
| 58  | 15 | "The Sixteen Year Old Virgin"        | Wendey Stanzler      | Leila Gerstein                   | 2010年3月22日  | 1.90                   |
| 59  | 16 | "The Empire Strikes Jack"            | Joe Lazarov          | Jake Coburn                      | 2010年3月29日  | 1.69                   |
| 60  | 17 | "Inglourious Bassterds"              | Jean de Segonzac     | Lenn K. Rosenfeld                | 2010年4月5日   | 1.74                   |
| 61  | 18 | "The Unblairable Lightness of Being" | Janice Cooke-Leonard | Jeanne Leitenberg                | 2010年4月12日  | 1.86                   |
| 62  | 19 | "Dr. Estrangeloved"                  | Darnell Martin       | Robert Hull                      | 2010年4月26日  | 2.05                   |
| 63  | 20 | "It’s a Dad, Dad, Dad World"         | Jeremiah Chechik     | Amanda Lasher                    | 2010年5月3日   | 1.74                   |
| 64  | 21 | "Ex-Husbands and Wives"              | Norman Buckley       | Sara Goodman                     | 2010年5月10日  | 1.79                   |
| 65  | 22 | "Last Tango, Then Paris"             | J. Miller Tobin      | Joshua Safran & Stephanie Savage | 2010年5月17日  | 1.96                   |

| No. | タイトル                                                                | 原題の基となった映画タイトル                                                            | 備考 |
| --- | ----------------------------------------------------------------------- | --------------------------------------------------------------------------------------- | ---- |
| 1   | 運命の逆転 (Reversals of Fortune)                                       | 運命の逆転 (Reversal of Fortune)                                                        |      |
| 2   | ドンの条件 (The Freshman)                                               | ドン・サバティーニ (The Freshman)                                                       |      |
| 3   | ロストボーイ (The Lost Boy)                                             | ロストボーイ (The Lost Boys)                                                            |      |
| 4   | 愛と宿命のダン (Dan de Fleurette)                                       | 愛と宿命の泉 PART I/フロレット家のジャン (Jean De Florette)                             |      |
| 5   | ルーファスの結婚 (Rufus Getting Married)                                | レイチェルの結婚 (Rachel Getting Married)                                               |      |
| 6   | イヴの誤算 (Enough About Eve)                                           | イヴの総て (All About Eve)                                                              |      |
| 7   | バス式出世する方法 (How to Succeed in Bassness)                         | 努力しないで出世する方法 (How To Succeed in Bussiness Without Really Trying)            |      |
| 8   | グランドファーザー PARTII (The Grandfather: Part II)                    | ゴッドファーザー PART II (The Godfather: Part II)                                       |      |
| 9   | ひとりぼっちのハンフリー (They Shoot Humphreys, Don't They?)            | ひとりぼっちの青春 (They Shoot Horses, Don't They?)                                     |      |
| 10  | ラスト・デイズ・オブ・ディスコスティック (The Last Days of Disco Stick) | ラスト・デイズ・オブ・ディスコ (The Last Days Of Disco)                                 |      |
| 11  | 黄金のセリーナ (The Treasure of Serena Madre)                           | 黄金 (The Treasure of the Sierra Madre)                                                 |      |
| 12  | バート再び (The Debarted)                                               | ディパーテッド (The Departed)                                                           |      |
| 13  | ハート・ロケット (The Hurt Locket)                                      | ハート・ロッカー (The Hurt Locker)                                                      |      |
| 14  | レディ・バニッシュ (The Lady Vanished)                                  | バルカン超特急 (The Lady Vanishes)                                                      |      |
| 15  | 16歳のヴァージン少女 (The Sixteen Year Old Virgin)                      | 40歳の童貞男 (The 40 Year Old Virgin)                                                   |      |
| 16  | バス帝国の逆襲 (The Empire Strikes Jack)                                | スター・ウォーズ/帝国の逆襲 (The Empire Strikes Back)                                   |      |
| 17  | イングロリアス・バスターズ (Inglourious Bassterds)                      | イングロリアス・バスターズ (Inglourious Basterds)                                       |      |
| 18  | 存在のブレない軽さ (The Unblairable Lightness of Being)                 | 存在の耐えられない軽さ (The Unbearable Lightness of Being)                              |      |
| 19  | ヴァンダーウッドセンの異常な愛情 (Dr. Estrangeloved)                    | 博士の異常な愛情 (Dr. Strangelove: Or How I Learned To Stop Worrying and Love The Bomb) |      |
| 20  | おかしなおかしなおかしなパパ (It's a Dad, Dad, Dad, Dad World)          | おかしなおかしなおかしな世界 (It's A Mad Mad Mad Mad World)                             |      |
| 21  | 元夫たち、妻たち (Ex-Husbands and Wives)                                | 夫たち、妻たち (Husbands and Wives)                                                     |      |
| 22  | ラスト・タンゴそしてパリ (Last Tango, Then Paris)                       | ラストタンゴ・イン・パリ (Last Tango in Paris)                                          |      |

### シーズン4
初放映日
- アメリカ：CWテレビジョンネットワークにて2010年9月13日 - 2011年5月16日
- 日本：スーパー!ドラマTVにて2012年4月19日 - 2012年9月13日

| No. in series | No. in season | Title                              | Directed by         | Written by                       | Original air date | U.S. viewers (in millions) |
| ------------- | ------------- | ---------------------------------- | ------------------- | -------------------------------- | ----------------- | -------------------------- |
| 66            | 1             | "Belles de Jour"                   | Mark Piznarski      | Joshua Safran & Stephanie Savage | 2010年9月13日     | 1.83                       |
| 67            | 2             | "Double Identity"                  | Mark Piznarski      | Sara Goodman & Joshua Safran     | 2010年9月20日     | 1.84                       |
| 68            | 3             | "The Undergraduates"               | Norman Buckley      | Amanda Lasher                    | 2010年9月27日     | 1.78                       |
| 69            | 4             | "Touch of Eva"                     | Andrew McCarthy     | Leila Gerstein                   | 2010年10月4日     | 2.00                       |
| 70            | 5             | "Goodbye, Columbia"                | Jeremiah Chechik    | Robert Hull                      | 2010年10月11日    | 1.78                       |
| 71            | 6             | "Easy J"                           | Lee Shallat-Chemel  | Jake Coburn                      | 2010年10月25日    | 1.88                       |
| 72            | 7             | "War at the Roses"                 | Joe Lazarov         | Jessica Queller                  | 2010年11月1日     | 1.82                       |
| 73            | 8             | "Juliet Doesn't Live Here Anymore" | Patrick Norris      | Jeanne Leitenberg                | 2010年11月8日     | 1.78                       |
| 74            | 9             | "The Witches of Bushwick"          | Ron Fortunato       | Sara Goodman                     | 2010年11月15日    | 1.69                       |
| 75            | 10            | "Gaslit"                           | Tate Donovan        | Robert Hull & Joshua Safran      | 2010年11月29日    | 1.96                       |
| 76            | 11            | "The Townie"                       | Joe Lazarov         | Amanda Lasher & Stephanie Savage | 2010年12月6日     | 2.06                       |
| 77            | 12            | "The Kids Are Not All Right"       | Allan Kroeker       | KJ Steinberg                     | 2011年1月24日     | 1.58                       |
| 78            | 13            | "Damien Darko"                     | Jeremiah Chechik    | Leila Gerstein                   | 2011年1月31日     | 1.51                       |
| 79            | 14            | "Panic Roommate"                   | Andrew McCarthy     | Jake Coburn                      | 2011年2月7日      | 1.62                       |
| 80            | 15            | "It-Girl Happened One Night"       | Bart Wenrich        | Alex McNally                     | 2011年2月14日     | 1.32                       |
| 81            | 16            | "While You Weren't Sleeping"       | Norman Buckley      | Sara Goodman                     | 2011年2月21日     | 1.57                       |
| 82            | 17            | "Empire of the Son"                | David Warren        | Robert Hull                      | 2011年2月28日     | 1.39                       |
| 83            | 18            | "The Kids Stay in the Picture"     | J. Miller Tobin     | Jessica Queller                  | 2011年4月18日     | 1.43                       |
| 84            | 19            | "Petty in Pink"                    | Liz Friedlander     | Amanda Lasher                    | 2011年4月25日     | 1.55                       |
| 85            | 20            | "The Princesses and the Frog"      | Andrew McCarthy     | Leila Gerstein                   | 2011年5月2日      | 1.27                       |
| 86            | 21            | "Shattered Bass"                   | Allison Liddi-Brown | Sara Goodman                     | 2011年5月9日      | 1.20                       |
| 87            | 22            | "The Wrong Goodbye"                | Patrick Norris      | Joshua Safran                    | 2011年5月16日     | 1.36                       |

| No. | タイトル                                                        | 原題の基となった映画タイトル                           | 備考                       |
| --- | --------------------------------------------------------------- | ------------------------------------------------------ | -------------------------- |
| 1   | 昼顔たち (Belles de Jour)                                       | 昼顔 (Belle de Jour)                                   | フランス・イタリア合作映画 |
| 2   | パリの告白 (Double Identity)                                    | 深夜の告白 (Double Indemnity)                          |                            |
| 3   | 大学生 (The Undergraduates)                                     | 卒業 (The Graduate)                                    |                            |
| 4   | 黒い罠 (Touch of Eva)                                           | 黒い罠 (Touch of Evil)                                 |                            |
| 5   | さよならコロンビア (Goodbye, Columbia)                          | さよならコロンバス (Goodbye, Columbus)                 |                            |
| 6   | 小悪魔Jはなぜモテる?! (Easy J)                                  | 小悪魔はなぜモテる?! (Easy A)                          |                            |
| 7   | ローズ邸の戦争 (War at the Roses)                               | ローズ家の戦争 (The War of the Roses)                  |                            |
| 8   | ジュリエットの恋 (Juliet Doesn't Live Here Anymore)             | アリスの恋 (Alice Doesn't Live Here Anymore)           |                            |
| 9   | ブッシュウィックの魔女たち (The Witches of Bushwick)            | イーストウィックの魔女たち (The Witches of Eastwick)   |                            |
| 10  | ガス燈 (Gaslit)                                                 | ガス燈 (Gaslight)                                      |                            |
| 11  | ザ・タウニー (The Townie)                                       | ザ・タウン (The Town)                                  |                            |
| 12  | キッズ・ノット・オールライト (The Kids Are Not Alright)         | キッズ・オールライト (The Kids Are All Right)          |                            |
| 13  | ダミアン・ダーコ (Damien Darko)                                 | ドニー・ダーコ (Donnie Darko)                          |                            |
| 14  | パニック・ルームメイト (Panic Roommate)                         | パニック・ルーム (Panic Room)                          |                            |
| 15  | 或る夜のイット・ガール (It-Girl Happened One Night)             | 或る夜の出来事 (It Happened One Night)                 |                            |
| 16  | あなたが寝てない間に (While You Weren't Sleeping)               | あなたが寝てる間に… (While You Were Sleeping)          |                            |
| 17  | 息子の帝国 (Empire Of The Son)                                  | 太陽の帝国 (Empire of the Sun)                         |                            |
| 18  | くたばれ! アッパーイーストサイド (The Kids Stay in the Picture) | くたばれ! ハリウッド(The Kid Stays in the Picture)     | ドキュメンタリー映画       |
| 19  | ペティ・イン・ピンク (Petty in Pink)                            | プリティ・イン・ピンク/恋人たちの街角 (Pretty in Pink) |                            |
| 20  | プリンセスたちと魔法のキス (The Princesses and the Frog)        | プリンセスと魔法のキス (The Princess and the Frog)     |                            |
| 21  | 策略の天才 (Shattered Bass)                                     | ニュースの天才 (Shattered Glass)                       |                            |
| 22  | ロング・グッドバイ (The Wrong Goodbye)                          | ロング・グッドバイ (The Long Goodbye)                  |                            |

### シーズン5
初放映日
- アメリカ：CWテレビジョンネットワークにて2011年9月26日 - 2012年5月14日
- 日本：スーパー!ドラマTVにて2013年4月18日 - 2013年9月26日

| No. in series | No. in season | Title                           | Directed by      | Written by           | Original air date | U.S. viewers (in millions) |
| ------------- | ------------- | ------------------------------- | ---------------- | -------------------- | ----------------- | -------------------------- |
| 88            | 1             | "Yes, Then Zero"                | Mark Piznarski   | Joshua Safran        | 2011年9月26日     | 1.37                       |
| 89            | 2             | "Beauty and the Feast"          | Mark Piznarski   | Sara Goodman         | 2011年10月3日     | 1.34                       |
| 90            | 3             | "The Jewel of Denial"           | Larry Shaw       | Amanda Lasher        | 2011年10月10日    | 1.27                       |
| 91            | 4             | "Memoirs of an Invisible Dan"   | Tate Donovan     | Amy B. Harris        | 2011年10月17日    | 1.16                       |
| 92            | 5             | "The Fasting and the Furious"   | Joe Lazarov      | Peter Elkoff         | 2011年10月24日    | 1.36                       |
| 93            | 6             | "I Am Number Nine"              | Andy Wolk        | Jake Coburn          | 2011年11月7日     | 1.26                       |
| 94            | 7             | "The Big Sleep No More"         | Vince Misiano    | Dan Steele           | 2011年11月14日    | 1.24                       |
| 95            | 8             | "All the Pretty Sources"        | Cherie Nowlan    | Austin Winsberg      | 2011年11月21日    | 1.35                       |
| 96            | 9             | "Rhodes to Perdition"           | Andrew McCarthy  | Natalie Krinsky      | 2011年11月28日    | 1.32                       |
| 97            | 10            | "Riding in Town Cars with Boys" | Vince Misiano    | Amanda Lasher        | 2011年12月5日     | 1.28                       |
| 98            | 11            | "The End of the Affair?"        | Michael Grossman | Sara Goodman         | 2012年1月16日     | 1.29                       |
| 99            | 12            | "Father and the Bride"          | Amy Heckerling   | Peter Elkoff         | 2012年1月23日     | 1.11                       |
| 100           | 13            | "G.G."                          | Mark Piznarski   | Joshua Safran        | 2012年1月30日     | 1.39                       |
| 101           | 14            | "The Backup Dan"                | David Warren     | Matt Whitney         | 2012年2月6日      | 1.25                       |
| 102           | 15            | "Crazy, Cupid, Love"            | Matt Penn        | Austin Winsberg      | 2012年2月13日     | 1.13                       |
| 103           | 16            | "Cross Rhodes"                  | John Terlesky    | Amy B. Harris        | 2012年2月20日     | 1.00                       |
| 104           | 17            | "The Princess Dowry"            | Andrew McCarthy  | Jake Coburn          | 2012年2月27日     | 1.11                       |
| 105           | 18            | "Con Heir"                      | Joe Lazarov      | Annemarie Navar-Gill | 2012年4月2日      | 0.97                       |
| 106           | 19            | "It Girl, Interrupted"          | Omar Madha       | Amanda Lasher        | 2012年4月9日      | 0.98                       |
| 107           | 20            | "Salon of the Dead"             | Norman Buckley   | Natalie Krinsky      | 2012年4月16日     | 1.06                       |
| 108           | 21            | "Despicable B"                  | David Warren     | Austin Winsberg      | 2012年4月23日     | 0.99                       |
| 109           | 22            | "Raiders of the Lost Art"       | Bart Wenrich     | Jake Coburn          | 2012年4月30日     | 1.02                       |
| 110           | 23            | "The Fugitives"                 | Andy Wolk        | Matt Whitney         | 2012年5月7日      | 0.83                       |
| 111           | 24            | "The Return of the Ring"        | J. Miller Tobin  | Sara Goodman         | 2012年5月14日     | 1.14                       |

| No. | タイトル                                             | 原題の基となった映画タイトル                                                      | 備考                       |
| --- | ---------------------------------------------------- | --------------------------------------------------------------------------------- | -------------------------- |
| 1   | イエス・ゼン・ゼロ (Yes, then Zero)                  | レス・ザン・ゼロ (Less than Zero)                                                 |                            |
| 2   | 美女と饗宴 (Beauty and the Feast)                    | 美女と野獣 (Beauty and the Beast)                                                 |                            |
| 3   | 否定の輝き (The Jewel of Denial)                     | ナイルの宝石 (The Jewel of the Nille)                                             |                            |
| 4   | 透明人間ダン (Memoirs of an Invisible Dan)           | 透明人間 (Memoirs of an Invisible Man)                                            |                            |
| 5   | ワイルド・セレブ (The Fasting and the Furious)       | ワイルド・スピード (The Fast and the Furious)                                     |                            |
| 6   | アイ・アム・ナンバー9 (I Am Number Nine)             | アイ・アム・ナンバー4 (I am Number Four)                                          |                            |
| 7   | ビッグ・スリープ・ノー・モア (The Big Sleep No More) | 三つ数えろ (The Big Sleep)                                                        |                            |
| 8   | すべての美しいネタ (All The Pretty Sources)          | すべての美しい馬 (All The Pretty Horses)                                          |                            |
| 9   | ローズ・トゥ・パーディション (Rhodes to Perdition)   | ロード・トゥ・パーディション (Road To Perdition)                                  |                            |
| 10  | サンキュー、ボーイズ (Riding In Town Cars With Boys) | サンキュー、ボーイズ (Riding In Cars With Boys)                                   |                            |
| 11  | ことの終わり? (The End of The Affair?)               | ことの終わり (The End of the Affair)                                              | イギリス・アメリカ合作映画 |
| 12  | 花嫁と神父 (Father and the Bride)                    | 花嫁のパパ (Father of the Bride)                                                  |                            |
| 13  | GG (G.G.)                                            | 恋の手ほどき (Gigi)                                                               | シリーズ通算100話目        |
| 14  | 彼には言えない私の計画 (The Backup Dan)              | カレには言えない私のケイカク (The Back-up Plan)                                   |                            |
| 15  | バレンタイン・アゲイン (Crazy, Cupid, Love)          | ラブ・アゲイン (Crazy, Stupid, Love)                                              |                            |
| 16  | クロスローズ (Cross Rhodes)                          | クロスロード (Crossroads)                                                         |                            |
| 17  | プリンセスの持参金 (The Princess Dowry)              | プリティ・プリンセス (The Princess Diaries)                                       |                            |
| 18  | 偽りの相続人 (Con Heir)                              | コン・エアー (Con Air)                                                            |                            |
| 19  | イット・ガールのカルテ (It Girl, Interrupted)        | 17歳のカルテ (Girl, Interrupted)                                                  |                            |
| 20  | サロン・オブ・ザ・デッド (Salon of the Dead)         | ショーン・オブ・ザ・デッド (Shaun of the Dead)                                    |                            |
| 21  | 格付けされる女 (Despicable B)                        | 怪盗グルーの月泥棒 (Despicable Me)                                                |                            |
| 22  | レイダース/失われたアート (Raiders of the Lost Art)  | レイダース/失われた聖櫃アーク (Raiders of the Lost Ark)                           |                            |
| 23  | 逃亡者たち (The Fugitives)                           | ハリソン・フォード 逃亡者 (The Fugitive)                                          |                            |
| 24  | 指輪の帰還 (The Return of the Ring)                  | ロード・オブ・ザ・リング/王の帰還 (The Lord of the Rings: The Return of the King) |                            |

### ファイナル・シーズン
初放映日
- アメリカ：CWテレビジョンネットワークにて2012年10月8日 - 2012年12月17日
- 日本：スーパー!ドラマTVにて2014年5月22日 - 2014年7月24日

| No. in series | No. in season | Title                          | Directed by    | Written by                       | Original air date | U.S. viewers (in millions) |
| ------------- | ------------- | ------------------------------ | -------------- | -------------------------------- | ----------------- | -------------------------- |
| 112           | 1             | "Gone Maybe Gone"              | Mark Piznarski | Josh Schwartz & Stephanie Savage | 2012年10月8日     | 0.78                       |
| 113           | 2             | "High Infidelity"              | Joe Lazarov    | Annemarie Navar-Gill             | 2012年10月15日    | 0.78                       |
| 114           | 3             | "Dirty Rotten Scandals"        | Bart Wenrich   | Natalie Krinsky                  | 2012年10月22日    | 0.95                       |
| 115           | 4             | "Portrait of a Lady Alexander" | Andy Wolk      | Matt Whitney                     | 2012年11月5日     | 0.66                       |
| 116           | 5             | "Monstrous Ball"               | Amy Heckerling | Sara Goodman                     | 2012年11月12日    | 0.73                       |
| 117           | 6             | "Where the Vile Things Are"    | Norman Buckley | Dan Steele                       | 2012年11月19日    | 0.72                       |
| 118           | 7             | "Save the Last Chance"         | Anna Mastro    | Jessica Queller                  | 2012年11月26日    | 0.84                       |
| 119           | 8             | "It's Really Complicated"      | John Stephens  | Jake Coburn                      | 2012年12月3日     | 0.79                       |
| 120           | 9             | "The Revengers"                | Patrick Norris | Sara Goodman & Natalie Krinsky   | 2012年12月10日    | 1.06                       |
| 121           | 10            | "New York, I Love You XOXO"    | Mark Piznarski | Stephanie Savage                 | 2012年12月17日    | 1.55                       |

| No. | タイトル                                                     | 原題の基となった映画タイトル                                   | 備考           |
| --- | ------------------------------------------------------------ | -------------------------------------------------------------- | -------------- |
| 1   | ゴーン・メイビー・ゴーン (Gone Maybe Gone)                   | ゴーン・ベイビー・ゴーン (Gone Baby Gone)                      |                |
| 2   | ハイ・インフィデリティ (High Infidelity）                    | ハイ・フィデリティ（High Fidelity）                            |                |
| 3   | ペテン師と詐欺師/だまされてNY（Dirty Rotten Scandals）       | ペテン師とサギ師/だまされてリビエラ（Dirty Rotten Scoundrels） |                |
| 4   | レディ・アレクサンダーの肖像（Portrait of a Lady Alexander） | ある貴婦人の肖像（Portrait of A Lady）                         |                |
| 5   | 史上最悪の舞踏会（Monstrous Ball）                           | チョコレート（Monster's Ball）                                 |                |
| 6   | わるものたちのいるところ（Where the Vile Things Are）        | かいじゅうたちのいるところ（Where the Wild Things Are）        |                |
| 7   | セイブ・ザ・ラストチャンス (Save the Last Chance)            | セイブ・ザ・ラストダンス (Save the Last Dance)                 |                |
| 8   | 波乱の感謝祭 (It's Really Complicated)                       | 恋するベーカリー (It's Complicated)                            |                |
| 9   | リベンジャーズ (The Revengers)                               | アヴェンジャーズ (The Avengers)                                |                |
| 10  | ニューヨークより愛をこめて XOXO (New York, I Love You XOXO)  | ニューヨーク、アイラブユー (New York, I love you)              | シリーズ最終回 |

## リブート
アメリカの動画配信サービス「HBO Max」にて、リブート版ドラマ『ゴシップガール』がジョーダン・アレクサンダー主演で製作されることが決定。共演はホイットニー・ピーク、エミリー・アリン・リンド、エリ・ブラウン、ジョナサン・フェルナンデス、ジェイソン・ゴッテイ、タヴィ・ゲヴィンソンら。前作で「ゴシップガールの声」としてナレーションを担当していたクリステン・ベルも続投予定。
当初は2020年に配信予定としていたが、新型コロナウイルスによる影響で配信開始が延期となり、2021年7月に10話構成で配信する予定にしている。日本ではU-NEXTにて、同年8月20日から配信を開始した。
アメリカでは公開直後の週末において、HBO Maxのオリジナルシリーズとしては最多視聴回数を記録した。また、SNSなどでも大きな反響を呼んだことを同サービスが発表している。これらを受けて、同サービスはシーズン2の制作を行うことを2021年9月に明らかにした。

## 関連商品

### 書籍
『ゴシップガール』の原作小説（全11巻）がヴィレッジブックスより発売されている。
| タイトル                                     | 原題                         | 日本発行日     | ISBN                   |
| -------------------------------------------- | ---------------------------- | -------------- | ---------------------- |
| ゴシップガール1                              | Gossip Girl                  | 2003年3月20日  | ISBN 978-4-86332-416-9 |
| ゴシップガール2 恋するセレブ篇               | You Know You Love Me         | 2003年9月20日  | ISBN 978-4-86332-423-7 |
| ゴシップガール3 セレブなバカンス篇           | All I Want Is Everything     | 2004年3月19日  | ISBN 978-4-86332-429-9 |
| ゴシップガール4 バレンタインにそわそわ篇     | Because I'm Worth It         | 2006年3月10日  | ISBN 978-4-86332-488-6 |
| ゴシップガール5 いつも誰かに恋してる篇       | I Like It Like That          | 2006年6月9日   | ISBN 978-4-86332-498-5 |
| ゴシップガール6 もうすぐ春がやってくる篇     | You're the One That I Want   | 2007年1月20日  | ISBN 978-4-86332-532-6 |
| ゴシップガール7 卒業だなんて信じられない篇   | Nobody Does It Better        | 2007年6月29日  | ISBN 978-4-86332-549-4 |
| ゴシップガール8 今夜もパーティは終わらない篇 | Nothing Can Keep Us Together | 2007年8月30日  | ISBN 978-4-86332-567-8 |
| ゴシップガール9 はじめてのお仕事にパニック篇 | Only in Your Dreams          | 2008年4月19日  | ISBN 978-4-86332-007-9 |
| ゴシップガール10 愛してるって言いたくて！篇  | Would I Lie to You?          | 2008年8月30日  | ISBN 978-4-86332-066-6 |
| ゴシップガール11私のこと、好きだよね！篇     | Don't You Forget About Me    | 2008年12月10日 | ISBN 978-4-86332-104-5 |

また、ジェニー・ハンフリーを主人公にしたスピンオフ小説『The It Girl』も出版されている。

### ソーシャルゲーム
ボルテージによってアイテム課金制でソーシャルゲーム化されており、2012年9月11日よりフィーチャーフォンとスマートフォンに対応したGREEにて『ゴシップガール〜NYで恋の予感〜』が提供されている。2013年10月10日よりスマートフォン用のネイティブアプリとして、11月8日よりスマートフォン用のMobageで、11月11日よりスマートフォン用のmixiゲームで、11月13日よりスマートフォン用のdゲームで、12月18日よりフィーチャーフォンとスマートフォンに対応したGREEで（それに伴い『ゴシップガール〜NYで恋の予感〜』は終了）、『ゴシップガール〜セレブな彼の誘惑〜』が配信された。ジャンルは共に恋愛シミュレーションゲーム。テレビドラマの世界観を元に制作され、原作の登場人物はもちろんゲームオリジナルの新たなキャラクターも登場し、恋愛ストーリーやアバターを楽しむことができる。プレイヤーは転校生で物語の主人公となる全編オリジナルストーリー。ゲーム中のイラスト担当は倉花千夏。